# 가타카이역
가타카이역(일본어: 片貝駅, かたかいえき)은 일본 군마현 마에바시시에 있는 조모 전기 철도 조모 전기 철도 조모 선의 역이다.

## 역 구조
단선 승강장 1면 1선의 지상역으로 무인역이다.
코카콜라 자판기가 1대 설치되어 있다.

## 역 주변
- 군마 현립 마에바시 고등학교
- 분신도 서점 가타카이점
- 시마무라
- 베이시아 마에바시 몰점

## 역사
- 1928년 11월 10일: 영업 개시.

## 인접역
| ■ 조모 전기 철도 조모 선   | ■ 조모 전기 철도 조모 선 | ■ 조모 전기 철도 조모 선 |
| -------------------------- | ------------------------ | ------------------------ |
| 미쓰마타 주오마에바시 방면 |                          | 가미이즈미 니시키류 방면 |